# Oichi no Kata
Oichi no Kata (お市の方), née en 1547 et morte le 14 juin 1583, est un personnage historique de la fin de la période Sengoku. Elle est connue principalement pour être la mère de trois filles - Yodo-Dono, Hatsu et Gō - qui ont épousé des grands de l'histoire du Japon.
Oichi est la plus jeune sœur de Nobunaga Oda; et donc la belle-sœur de Nohime, la fille de Saitō Dōsan. Oichi était réputée pour sa beauté et sa détermination. Elle descendait des clans Taira et Fujiwara.

## Biographie
Après la conquête de Mino par Nobunaga en 1567, pour cimenter une alliance entre Nobunaga et le seigneur de la guerre rival Nagamasa Asai, Nobunaga a donné Oichi, alors âgée de vingt ans, en mariage à Nagamasa, assurant l'alliance entre Oda et le clan d'Asai. Très amoureuse de Nagamasa , elle lui donna un fils (Manpukumaru) et trois filles - Yodo-dono, Hatsu et Gō.
Pendant l'été de 1570, Nagamasa a trahi son alliance avec Nobunaga et l'a affronté avec les Asakura. Une rumeur rapporte qu'Oichi a envoyé à son frère un sac de haricots fermé aux deux extrémités, en apparence comme porte-bonheur, mais en réalité elle l'avertissait qu'il était sur le point d'être attaqué par l'avant et par l'arrière par les clans Asakura et Asai.
La guerre a continué pendant trois ans jusqu'à ce que les Asakura et les autres forces anti-Oda soient défaites. Oichi est restée avec son mari au château d'Odani durant tout le conflit, même après que Hideyoshi Toyotomi, un vassal de confiance de Nobunaga, eut commencé le siège du château. Quand Odani est tombé, Nobunaga a demandé que sa sœur lui soit retournée avant l'attaque finale. Nagamasa a accepté, envoyant Oichi et ses trois filles. Celui-ci n'avait plus aucune chance de  gagner et s'est fait seppuku .
Oichi et ses filles sont restées sous la protection de la famille d'Oda pendant les années suivantes. Après l'assassinat de Nobunaga en 1582, ses fils Nobukatsu et Nobutaka se divisèrent en formant deux factions importantes, menées par deux généraux d'Oda, Katsuie et Hideyoshi. Le troisième fils de Nobunaga, Nobutaka, appartenait au premier groupe, et a assuré le mariage de sa tante Oichi avec Katsuie afin de s'assurer de sa fidélité au clan Oda. Mais en 1583, Katsuie a été défait par Hideyoshi à la bataille de Shizugatake, le forçant à se réfugier au château de Kitanosho. Quand l'armée de Hideyoshi a assiégé le château, Katsuie a demandé à Oichi de se sauver avec ses filles et d'aller chercher la protection de Hideyoshi. Ne voulant pas subir la douleur de perdre un mari encore une fois, Oichi a refusé, voulant mourir avec son mari après que leurs filles eurent été envoyées à l'extérieur. Le couple est mort dans le château en flammes.

## Les filles d'Oichi
Les trois filles d'Oichi ont chacune réussi à devenir des personnes importantes. La plus agée, Yodo-Dono est devenue une concubine de Hideyoshi,. Elle est devenue connue sous le nom de Yodo-Dono ou Yodogimi (du château de Yodo, offert par Hideyoshi), où elle lui donna ses deux fils, y compris son héritier Hideyori. Yodo-dono et Hideyori sont plus tard morts dans au Siège d'Ōsaka, la bataille finale de l'ère des royaumes combattants.

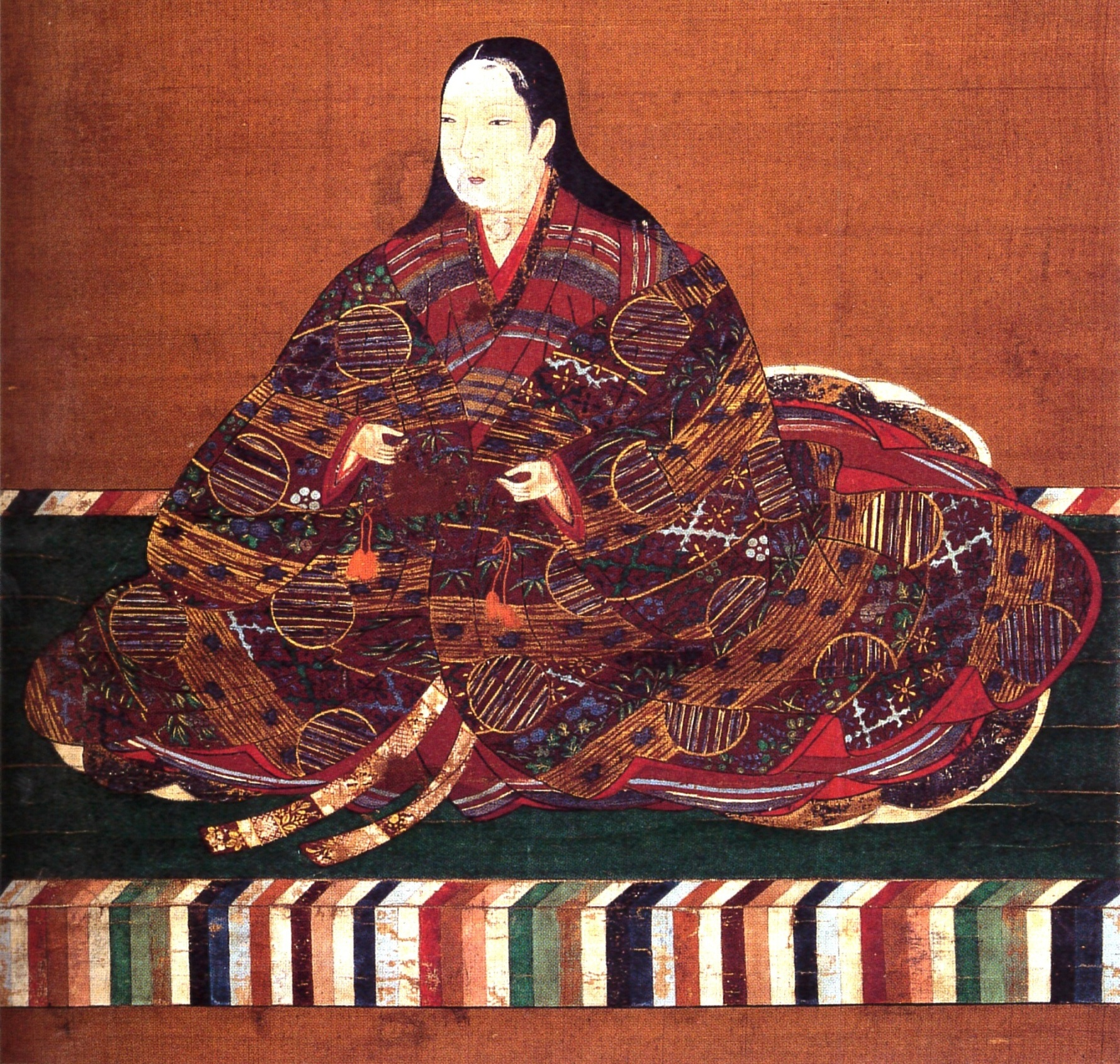
Yodo-dono

La deuxième, Ohatsu, a épousé Takatsugu Kyogoku, un homme d'une famille noble qui avait servi le clan Azai. Hatsu a servi intermédiaire entre Ieyasu et Hideyori (qui est devenu chef du clan toyotomi après la mort de Hideyoshi), son beau-fils Tadataka a épousé la fille de Oeyo. Avant de mourir Hatsu s'est converti au christianisme. 

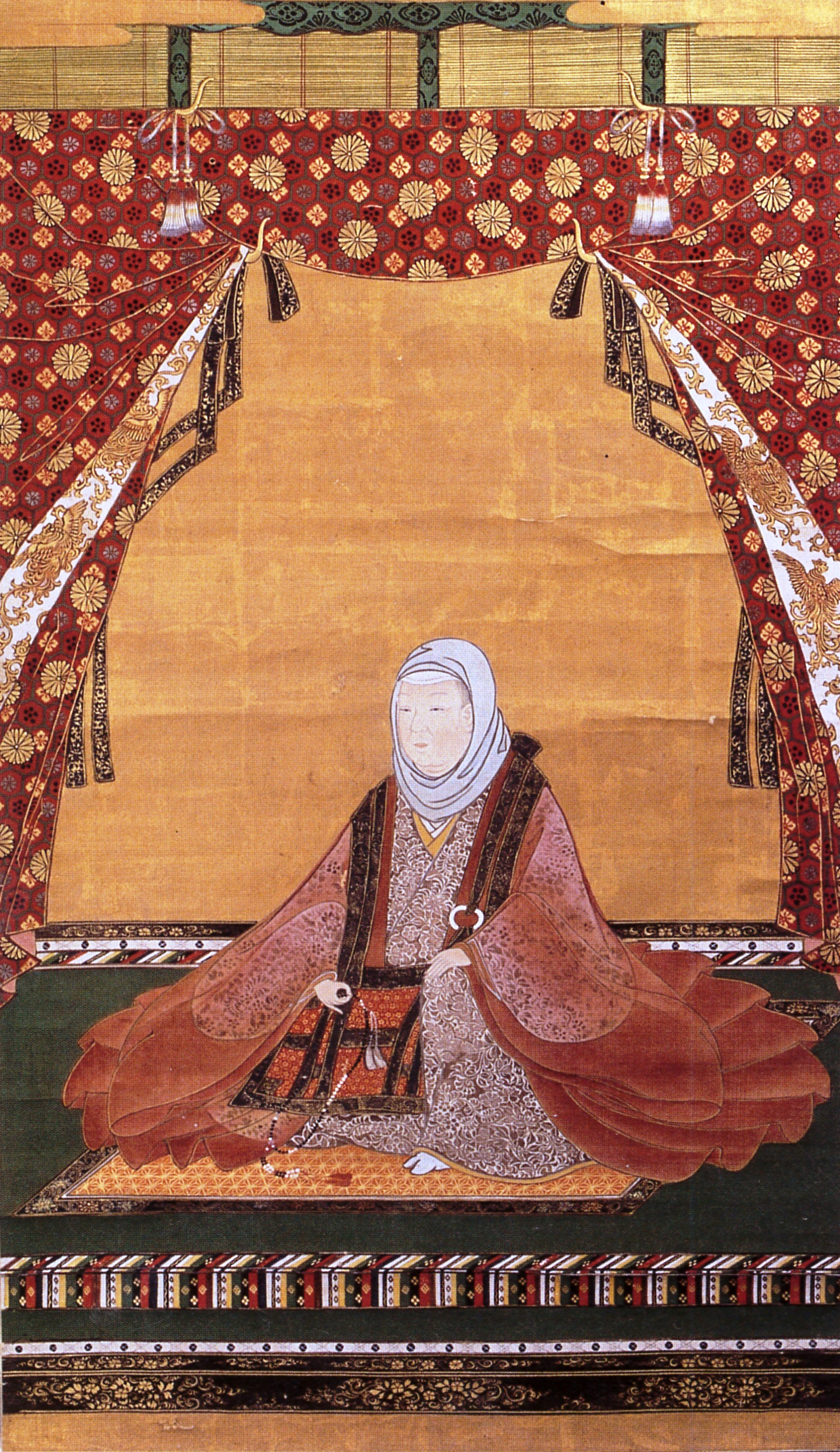
Hatsu

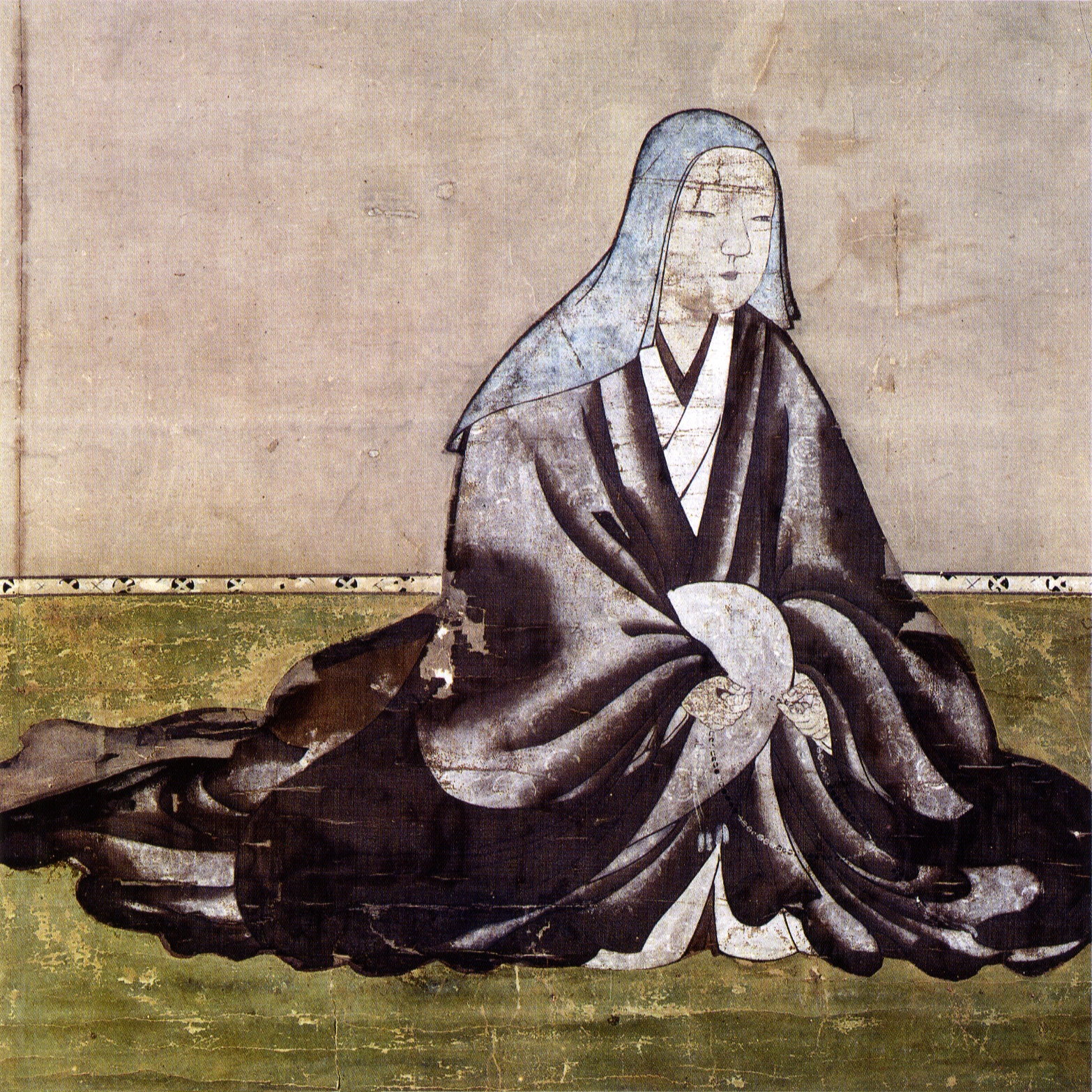
Oeyo

La plus jeune, Oeyo (également appelé Ogō), mariée à Hidetada Tokugawa, héritier d'Ieyasu et second shogun Tokugawa. Ils eurent beaucoup d'enfants, dont le troisième shogun Iemitsu Tokugawa et Tokugawa Kazuko, épouse de l'empereur Go-Mizunoo. La fille de Kazuko, Okiko, est devenue l'impératrice Meishō, faisant à titre posthume d'Oichi, la grand-mère d'un shogun et l'arrière-grand-mère d'une impératrice.

## Culture populaire
- Oichi est appelée Oyu dans Onimusha 2: Samurai's Destiny (Onimusha 2 : Le destin du samouraï), où elle collabore avec Saika Magoichi, Yagyu Jubei, Ankokuji Ekei, et Fuma Kotaro en défaisant son frère démoniaque, Nobunaga Oda. Oyu apparait également dans Onimusha: Blade Warriors ("Onimusha : Guerriers de lame").
- Elle est un personnage jouable dans Sengoku Basara 2. Elle est obligée de servir son frère cruel et malveillant après qu'il a assassiné son mari Nagamasa Asai. Seulement, plus tard, pendant qu'elle commence à regretter ses actions dans la campagne de conquête de Nobunaga, elle est hantée par la voix de son mari mort ce qui fait qu'elle se révolte et décime tout le clan Oda. Elle périt alors à côté du cadavre de son frère, pleurant pendant que tout brûle autour d'eux. Dans Sengoku Basara 3, elle est dépeinte en femme possédée par les démons laissés par son frère, et semble également être inconsciente du monde autour d'elle, ne se rappelant pas de ses amis. Par certains côtés, elle est dépeinte de mode semblable à un onryō (un fantôme vengeur) du fait que ses mains soient des armes démoniaques noires qui ressemblent à ses longs cheveux, et son cou est toujours incliné de côté vers le bas, comme s'il était cassé. Tandis qu'on croit qu'elle est manipulée par Tenkai pour promouvoir ses ambitions, Oichi travaille en fait pour elle-même. Oichi peut s'allier avec Ieyasu Tokugawa ou Mitsunari Ishida.
- Ses filles Yodo-Dono et Ohatsu sont des personnages d'Onimusha: Dawn of Dreams ("Onimusha : Aube des rêves"). Ohatsu doit trahir sa sœur, Yodo-Dono, et son mari, Hideyoshi Toyotomi, qui sont devenus le mal. Elle est en couple avec un vieil ami appelé Soki, le héros principal de Onimusha 4, mais à la fin du jeu, elle ne sait pas ce qui est arrivé à Soki après la défaite de Hideyoshi.
- Oichi est un personnage jouable dans la série des Samurai Warriors. Elle est dépeinte comme une jeune de quinze ans énergique et joyeuse. Dans Samurai Warriors 2, son aspect a été ajusté pour en faire un adulte avec une personnalité plus mûre. Oichi fait également une apparition dans Samurai Warriors 3.
- Oichi apparait aussi dans le manga Le Chef de Nobunaga, à partir du 3ème tome, dépeinte comme une belle jeune femme au caractère déterminé, autant attachée à son frère Nobunaga à qui elle envoie le message codé l'avertissant de la trahison de son beau-frère, qu'à son mari Nagamasa Azai qu'elle ne veut pas abandonner.
- Dame Oichi apparait dans le jeu Assassin's Creed Shadows où elle joue un rôle majeur dans les quêtes de Naoe et Yasuke.

## Source de la traduction
- (en) Cet article est partiellement ou en totalité issu de l’article de Wikipédia en anglais intitulé « Oichi » (voir la liste des auteurs).